# Mads Pedersen (canoë-kayak)
Pour les articles homonymes, voir Mads Pedersen (homonymie) et Pedersen.
Mads Brandt Pedersen, né le 4 juillet 1996, est un kayakiste danois pratiquant la course en ligne sur longue distance (K1 5000m et marathon).
Il participe aux championnats du monde de canoë sprint 2021 où il remporte une médaille de bronze au sur 5 000 m. Deux ans plus tard, il est sacré sur cette même distance lors des championnats du monde 2023 devant le portugais  Fernando Pimenta.
C'est aussi un spécialiste du marathon avec deux titres de champions du monde en 2019 et 2021 ainsi qu'un titre aux Jeux mondiaux de 2022.

## Palmarès

### Championnats du monde course en ligne
- 2021 à Copenhague
  -  Médaille de bronze en K-1 5 000 m
- 2023 à Duisbourg
  -  Médaille d'or en K-1 5 000 m

### Championnats du monde marathon
- 2019 à Shaoxing
  -  Médaille d'or en K-1
- 2021 à Pitești
  -  Médaille d'or en K-1
  -  Médaille d'argent en K-1 Short race
- 2022 à Ponte de Lima
  -  Médaille d'argent en K-1 Short race
  -  Médaille d'argent en K-1
- 2023 à Vejen
  -  Médaille d'argent en K-1 Short race

### Jeux mondiaux
- 2022 à Birmingham
  -  Médaille d'or en K-1 sprint marathon
  -  Médaille d'argent en K-1 marathon
- 2025 à Chengdu
  -  Médaille d'or en K-1 sprint marathon
  -  Médaille d'or en K-1 marathon